# Bazylika Narodzenia Pańskiego
Bazylika Narodzenia Pańskiego (arab. كنيسة المهد) – wczesnochrześcijańska bazylika w Betlejem zbudowana nad miejscem, gdzie – według tradycji chrześcijańskiej – narodził się Jezus Chrystus. Bazylika jest jednym z najstarszych nieprzerwanie funkcjonujących kościołów na świecie.
Pod prezbiterium bazyliki znajduje się poświadczone tradycją i w źródłach pisanych miejsce narodzin Jezusa w grocie zamienionej w kaplicę. Opiekę nad bazyliką sprawują mnisi greccy i ormiańscy. Na terenie Groty Narodzenia znajduje się Kaplica Żłóbka, która jest własnością franciszkanów jako oficjalnych przedstawicieli Kościoła katolickiego. Główne wejście do bazyliki znajduje się od strony Nativity Square (ang. Plac Bożego Narodzenia).
Władze Autonomii Palestyńskiej wystąpiły w 2011 o wpisanie miasta Betlejem wraz z całym kompleksem bazyliki na Listę światowego dziedzictwa UNESCO. Wspólnoty chrześcijańskie, obawiając się komplikacji natury prawnej, nieprzychylnie odniosły się do tej inicjatywy. Nie wykluczono jednak poparcia dla tej palestyńskiej inicjatywy w przyszłości. Bazylikę wpisano na tę listę 29 czerwca 2012 r. w trybie nadzwyczajnym.

## Historia
Historyczność miejsca narodzin Chrystusa poświadczona jest w pismach Justyna Męczennika i Orygenesa (II–III wiek). Pierwszą bazylikę chrześcijańską w Betlejem wzniosła matka cesarza Konstantyna Wielkiego święta Helena, w miejscu w którym dla zatarcia chrześcijańskiego kultu zasadzono gaj poświęcony Adonisowi. Nad pracami czuwał biskup Makary z Jerozolimy. Budowę zaczęto w 327 r., a zakończono w 333 r. W V w. w pobliżu bazyliki żył i umarł Hieronim ze Strydonu. Świątynia ucierpiała w 529 r. podczas jednego z powstań samarytańskich.
Obecną formę architektoniczną budowla uzyskała w wyniku przebudowy w 565 r. za czasów cesarza Justyniana I Wielkiego. Wówczas zmieniono głównie wschodnią część świątyni, rezygnując z oktagonalnej wieży od wschodu na rzecz zamknięcia prezbiterium w formie trójliścia. Zbiegiem okoliczności uniknęła ona zburzenia podczas najazdu perskiego w 614 r. za Chosrowa II Parwiza. Legenda głosi, iż dowódca perski Szarbaraz został poruszony wizerunkiem Trzech Króli w szatach wschodnich, które przypominały jego własne i jego żołnierzy.
W czasach wypraw krzyżowych władcy chrześcijańscy poczynili znaczące przeróbki w wewnętrznej strukturze świątyni, m.in. wymieniono stropy i dach, ściany ozdobiono mozaikami. Był to okres ekumenicznej współpracy królów jerozolimskich i bizantyjskiego dworu cesarskiego. Pierwszy król Jerozolimy Baldwin I z Boulogne był koronowany w bazylice w Uroczystość Bożego Narodzenia 1100 r. Po zdobyciu Ziemi Świętej, w tym Betlejem, w 1187 r. przez wojska Saladyna, na prośbę biskupa Salisbury Huberta Waltera zezwolono na sprawowanie łacińskiej liturgii w bazylice. Kult łaciński sprawowali kanonicy regularni św. Augustyna. W 1191 r. wprowadzono jednak stałą opłatę od wiernych. W 1347 r. w Betlejem osiedlili się franciszkanie i to oni przejęli opiekę nad sanktuarium. Liczne firmany poświadczają, iż to oni posiadali Grotę Narodzenia oraz używali i utrzymywali bazylikę w XIV i XV w. W XV w. franciszkanie zadbali o wymianę dachu. Drewno z Neapolu sprowadził gwardian betlejemski Giovanni Tomacelli. Przywieziono je statkami weneckimi do portu w Jafie. Za transport zapłacił Filip Dobry, książę Burgundii. Ołów na pokrycie dachu został podarowany przez króla Anglii Edwarda IV.
Od XIV w. rozpoczął się okres sporów o prawo własności do sanktuarium betlejemskiego między przedstawicielami Kościoła łacińskiego, tzn. franciszkanami i przedstawicielami Prawosławnego patriarchatu Jerozolimy reprezentowanego przez mnichów pochodzących z Grecji. Ci ostatni, jako poddani Wysokiej Porty, często byli faworyzowani przez Turków, po tym jak w 1517 r. Turcy przejęli władzę w Palestynie. Prawo celebracji i pieczy nad poszczególnymi częściami bazyliki, nie wyłączając samej Groty Narodzenia, zależało od tego, który z narodów popierających franciszkanów lub mnichów prawosławnych zyskiwał większą przychylność Istambułu. Prawosławni mnisi znajdywali poparcie w Carstwie, a następnie w Imperium Rosyjskim. Najcięższe lata, jeśli chodzi o własność łacińską przypadły na okres obejmujący lata 1645–1669. Imperium Osmańskie wyparło wówczas Wenecjan z Krety. Mnisi greccy otrzymali w związku z tym prawo remontu poddasza, przejmując przy okazji całą bazylikę i Grotę Narodzenia. Łacinnicy odzyskali część bazyliki i całą Grotę w 1690 r. Z 1717 r. pochodzi istniejąca do dzisiaj srebrna gwiazda z napisem Hic de Virgine Maria Jesus Christus natus est na miejscu narodzenia w centralnej niszy Groty Narodzenia. Grecy odebrali franciszkanom bazylikę, a w czczonej Grocie ołtarz Narodzenia Pańskiego w 1757 r. W 1847 r. została przez nich usunięta srebrna gwiazda, co było jedną z przyczyn rozpoczętej kilka lat później wojny krymskiej, w której chodziło m.in. o prawa duchowieństwa prawosławnego, względnie katolickiego do opieki nad miejscami świętymi i w ogóle niemuzułmańską ludnością imperium tureckiego. Sytuację własnościową, ewidentnie niekorzystną dla Kościoła katolickiego, jeśli oceniać z punktu widzenia wcześniejszych praw i przywilejów, usankcjonował firman turecki z 1853 r., wprowadzający do dzisiaj obowiązujące Status Quo. Dokument ten reguluje daty i godziny kultu na terenie bazyliki i Groty Narodzenia.
Wokół bazyliki powstały w ciągu wieków klasztory trzech największych wspólnot zakonnych, które w różnych okresach opiekowały się tym jednym z najważniejszych sanktuariów chrześcijańskich. Od południowej strony przylega do bazyliki klasztor grecki, od południowego zachodu klasztor ormiański od północy konwent franciszkanów z Kościołem św. Katarzyny Aleksandryjskiej i domem pielgrzyma „Casa Nova”. Bazylika jest też odwiedzana przez mieszkających na terenie Autonomii Palestyńskiej muzułmanów. Każdego roku bazylikę odwiedzają tysiące chrześcijan, szczególnie w okresie świąt Bożego Narodzenia, kiedy odprawiana jest w Betlejem uroczysta Pasterka. Grotę Narodzenia w bazylice w Betlejem odwiedzają politycy i głowy Kościołów przy każdej oficjalnej wizycie na terenie Autonomii Palestyńskiej (m.in. papieże Jan Paweł II w 2000 r. i Benedykt XVI w 2009 r.).

## Architektura
Wybudowana w IV w. i przebudowywana w VI i XII w. bazylika ma strukturę pięcionawową. Posiadała pierwotnie obszerne atrium z ogromną cysterną, z którego zachowały się fragmenty kolumn eksponowane wzdłuż murów klasztornych. Do środka wchodzi się przez niewielkich rozmiarów drzwi i narteks. Kiedyś prowadziły do niego trzy bramy. Z narteksu przechodzi się do wnętrza bazyliki przez bramę z 1227 r. wykonaną przez ormiańskich artystów. Długość całego budynku wynosi 53,9 m, szerokość w nawach 26,2 m, w transepcie 35,82 m. Nawy oddzielone są liniami kolumnad z różowego kamienia, tzw. mizzy. Kolumny wieńczą białe marmurowe kapitele w stylu korynckim.
Skrzydła transeptu zakończone są półkolistymi absydami, podobnie jak nawa główna. Nawy boczne kończy płaska ściana. Pierwotne mozaiki z bazyliki konstantyńskiej znajdują się dzisiaj pod posadzką naw. Ich fragmenty widoczne są pod skrzydłami drewnianych włazów w nawie głównej i absydach transeptu. Odsłonięte belkowanie pułapu pochodzi z końca XVII w. Ostatni raz odrestaurowano je w 1842 r. Dach pokrywają ołowiane blachy.
Do podziemi bazyliki schodzi się z obu stron platformy przed greckim ikonostasem. Oprócz najważniejszej części sanktuarium, jaką jest Grota Narodzenia, mniej więcej pod północną absydą transeptu znajdują się zamienione na kaplice groty, które należą do franciszkanów. Do minorytów należy również niewielka grota pod absydą centralną, nie jest ona ogólnie dostępna. Mnisi greccy posiadają szereg sztucznych grot w podziemiach pod wschodnią częścią naw po prawej stronie bazyliki. Wejście do nich znajduje się od strony dziedzińca na terenie monasteru greckiego.

## Grota Narodzenia
Wejścia do niej znajdują się we wnętrzu transeptu bazyliki z dwóch stron platformy przed ikonostasem. Sama grota ma w przybliżeniu kształt prostokąta o długości 12,3 m i szerokości 3,5 m. Według miejscowej tradycji, poświadczanej przez wieki przez nawiedzających to miejsce pątników z Europy i innych części świata, Maryja urodziła Jezusa i owiniętego w pieluszki złożyła w żłobie. Świadectwo o tym wydarzeniu zawierają również nowotestamentalne ewangelie. W centralnej części znajduje się samo miejsce Narodzenia Pańskiego z łacińską srebrną gwiazdą z 1717 r., greckim ołtarzem i uszkodzoną mozaiką. Na prawo od głównego ołtarza znajduje się kaplica franciszkańska w miejscu, w którym miał stać żłóbek. Jego istnienie poświadczają m.in. pisma Hieronima ze Strydonu, który mieszkał w pobliżu bazyliki w V w. Żłóbek, nie przez wszystkich archeologów i historyków uznawany za prawdziwy – Sacra Culla – znajduje się dzisiaj w Rzymie w bazylice Matki Bożej Większej. W kaplicy tej znajduje się ołtarz łaciński.
Grota pozbawiona jest dopływu naturalnego światła z zewnątrz. Jej wnętrze rozświetlają oprócz lamp elektrycznych 53 lampy oliwne. Ich użycie ściśle reguluje obowiązujące na terenie bazyliki Status Quo. Do kościoła rzymskokatolickiego należy 19 lamp. Ściany groty okrywa ogniotrwała tapeta z 1874 r., dar prezydenta Republiki Francuskiej Patrice’a Mac-Mahona. Do katolików, oprócz dużych 19 lamp u sklepienia groty, tapety i szeregu obrazów należą cztery lampy, które dzień i noc palą się w pobliżu srebrnej gwiazdy przy miejscu narodzenia.

## Grota św. Józefa i inne kaplice
Pod północną absydą transeptu znajdują się zamienione na kaplice groty, które należą do franciszkanów z międzynarodowej Kustodii Ziemi Świętej. Można się do nich dostać przez drzwi w tyle Groty Narodzenia lub przez zejście w bocznej nawie kościoła parafialnego pw. św. Katarzyny Aleksandryjskiej. Wyróżnia się pięć oddzielnych grot, w których znajdują się ołtarze poświęcone odpowiednio: św. Józefowi, świętym Młodziankom, św. Hieronimowi, św. Pauli, św. Eustochii, św. Euzebiuszowi z Cremony. Pięć grot to:
- Grota św. Józefa
- Grota świętych Młodzianków
- Grota świętych Pauli i Eustochii
- Grota św. Hieronima
- Cela św. Hieronima

Wykopaliska w grotach przeprowadził franciszkański archeolog o. Bellarmino Bagatti OFM. Wykazał on, iż groty mogły być używane już w VI w. p.n.e. O. Bagatti odkrył szereg grobów z V w n.e. Chowani byli w nich chrześcijanie, chcący po śmierci spoczywać w pobliżu betlejemskiej Groty Narodzenia. Kaplice odrestaurował w latach 1962–1964 o. Alberto Farina OFM.